# Robi Ronza
Robi Ronza, all'anagrafe Roberto Ronza (Varese, 24 settembre 1941), è un giornalista e saggista italiano.

## Biografia
Laureato in Scienze politiche nel 1965 all'Università Cattolica del Sacro Cuore di Milano, è stato tra i fondatori del settimanale Il Sabato e dal 2004 al 2012 ha diretto la rivista Confronti/autonomia lombarda: le idee, i fatti, le esperienze. Dal 1986 al 1999 ha lavorato per l'Editoriale Giorgio Mondadori: prima in veste di caporedattore del mensile Bell'Italia (1986-1993), quindi come direttore della comunicazione e del coordinamento editoriale del gruppo (1994-1998) e infine quale direttore del mensile Uomini&Storie (1998-1999).
Ha partecipato alla creazione delle edizioni Jaca Book e per anni è stato anche molto attivo all'interno del mondo cooperativistico.
Dal 1989 al 2005 è stato il portavoce ufficiale del Meeting per l'amicizia fra i popoli di Rimini, kermesse estiva organizzata da Comunione e Liberazione.
Nel 1987 ha curato un importante volume (Il Movimento di Comunione e Liberazione), in cui ha raccolto le proprie conversazioni con don Luigi Giussani sulla realtà ecclesiale fondata dal sacerdote brianzolo. Il libro, originariamente edito da Jaca Book e ora da Rizzoli nella collana BUR/Saggi, è stato tradotto anche in tedesco, francese e spagnolo.
Sempre molto attento ai temi dell'autonomia locale e del federalismo, dal 1987 al 2017 è stato editorialista e commentatore del quotidiano ticinese di orientamento cattolico Giornale del Popolo e attualmente è commentatore del quotidiano ticinese Corriere del Ticino.

## Opere
- Il Pierino va soldato. Esperienze e proposte sul servizio militare in Italia, Milano, Jaca Book, 1968.
- Il Post-Concilio e la paura. Lettera ai vescovi italiani, Milano, Jaca Book, 1969.
- Dissenso e contestazione nell'Unione Sovietica, Milano, IPL, 1970.
- Pro e contro. Gandhi. Violenza o non violenza?, Milano, Mondadori, 1972.
- La politica della casa nei Paesi del MEC, Milano, Jaca Book, 1974.
- Crisi dell'abitare in Italia, Milano, Jaca Book, 1975.
- Friuli: dalle tende al deserto? Scena e retroscena di una ricostruzione mancata, Milano, Jaca Book, 1976.
- Comunione e liberazione. Interviste a Luigi Giussani, Milano, Jaca book, 1976.
- Italia Italia. Prima nota per un bilancio parziale, Milano, Jaca Book, 1978.
- La nuova via della seta. Verso l'assetto mondiale degli anni '90, Milano, Jaca Book, 1984. ISBN 88-16-40131-1
- Luigi Giussani, Il movimento di Comunione e Liberazione. Conversazioni con Robi Ronza, Milano, Jaca Book, 1987. ISBN 88-16-30150-3
- La terra e il cielo. Racconto, Milano, Jaca Book, 1993. ISBN 88-16-50062-X
- Non siamo nel caos. Proposte per uscire dalla crisi, Milano, Edizioni Ares,2019. !SBN 978-88-8155-844-5
- Luigi Giussani, Comunione e Liberazione & oltre, Milano, Edizioni Ares, 2021. ISBN 978-88-9298-033-4